# Démographie de Maine-et-Loire
La démographie de Maine-et-Loire est caractérisée par une densité moyenne et une population croît depuis les années 1950.
Avec ses 828 151 habitants en 2022, le département français de Maine-et-Loire se situe en 28e position sur le plan national.
En six ans, de 2015 à 2021, sa population s'est accrue de près de 14 600 unités, c'est-à-dire de plus ou moins 2 400 personnes par an. Mais cette variation est différenciée selon les 176 communes que comporte le département.
La densité de population de Maine-et-Loire, 115,6 habitants par kilomètre carré en 2022, est supérieure à celle de la France entière qui est de 107,1 hab./km2 pour la même année.

## Évolution démographique du département de Maine-et-Loire
En 2022, le département comptait 828 151 habitants, en évolution de +2,12 % par rapport à 2016 (France hors Mayotte : +2,11 %).
| 1791 | 1801    | 1806    | 1821    | 1826    | 1831    | 1836    | 1841    | 1846    |
| ---- | ------- | ------- | ------- | ------- | ------- | ------- | ------- | ------- |
| -    | 375 544 | 404 134 | 442 859 | 458 674 | 467 871 | 477 270 | 488 472 | 504 963 |

| 1851    | 1856    | 1861    | 1866    | 1872    | 1876    | 1881    | 1886    | 1891    |
| ------- | ------- | ------- | ------- | ------- | ------- | ------- | ------- | ------- |
| 515 452 | 524 387 | 526 012 | 532 325 | 518 471 | 517 258 | 523 491 | 527 680 | 518 589 |

| 1896    | 1901    | 1906    | 1911    | 1921    | 1926    | 1931    | 1936    | 1946    |
| ------- | ------- | ------- | ------- | ------- | ------- | ------- | ------- | ------- |
| 514 870 | 514 658 | 513 490 | 508 149 | 474 786 | 477 741 | 475 991 | 477 690 | 496 068 |

| 1954    | 1962    | 1968    | 1975    | 1982    | 1990    | 1999    | 2006    | 2011    |
| ------- | ------- | ------- | ------- | ------- | ------- | ------- | ------- | ------- |
| 518 241 | 556 272 | 584 704 | 629 849 | 675 321 | 705 882 | 732 942 | 766 659 | 790 343 |

| 2016    | 2021    | 2022    | - | - | - | - | - | - |
| ------- | ------- | ------- | - | - | - | - | - | - |
| 810 934 | 824 743 | 828 151 | - | - | - | - | - | - |

## Population par divisions administratives

### Arrondissements
Le département de Maine-et-Loire comporte quatre arrondissements. La population se concentre principalement sur l'arrondissement d'Angers, qui recense 48 % de la population totale du département en 2022, avec une densité de 228,2 hab./km2, contre 27 % pour l'arrondissement de Cholet, 16 % pour celui de Saumur et 9 % pour celui de Segré.
| Arrondissement  | Population(2022) | Variation(2022/2016)                       | Superficie(km2) | Densité(hab./km2) |
| --------------- | ---------------- | ------------------------------------------ | --------------- | ----------------- |
| Angers          | 397 311          | en évolution de +4,5 % par rapport à 2016  | 1 740,7         | 228,2             |
| Cholet          | 227 085          | en évolution de +1,11 % par rapport à 2016 | 2 102,5         | 108               |
| Saumur          | 132 760          | en évolution de −1,9 % par rapport à 2016  | 1 968           | 67,5              |
| Segré           | 70 995           | en évolution de +0,27 % par rapport à 2016 | 1 295,5         | 54,8              |
| Source : Insee. |                  |                                            |                 |                   |

### Communes de plus de10 000 habitants
Sur les 176 communes que comprend le département de Maine-et-Loire, 78 ont en 2021 une population municipale supérieure à 2 000 habitants, 37 ont plus de 5 000 habitants, 17 ont plus de 10 000 habitants et quatre ont plus de 25 000 habitants : Angers, Cholet, Saumur et Sèvremoine.
Les évolutions respectives des communes de plus de 10 000 habitants sont présentées dans le tableau ci-après.
| Commune               | Population(2022) | Variation(2022/2016)                        | Superficie(km2) | Densité(hab./km2) |
| --------------------- | ---------------- | ------------------------------------------- | --------------- | ----------------- |
| Angers                | 157 555          | en évolution de +4,18 % par rapport à 2016  | 42,71           | 3 688,9           |
| Cholet                | 54 074           | en évolution de +0,66 % par rapport à 2016  | 87,47           | 618,2             |
| Saumur                | 26 074           | en évolution de −3,87 % par rapport à 2016  | 66,25           | 393,6             |
| Sèvremoine            | 25 764           | en évolution de +0,32 % par rapport à 2016  | 213,07          | 120,9             |
| Beaupréau-en-Mauges   | 23 887           | en évolution de +3,2 % par rapport à 2016   | 230,45          | 103,7             |
| Chemillé-en-Anjou     | 21 550           | en évolution de −0,23 % par rapport à 2016  | 323,98          | 66,5              |
| Mauges-sur-Loire      | 18 514           | en évolution de +0,81 % par rapport à 2016  | 191,87          | 96,5              |
| Segré-en-Anjou Bleu   | 17 617           | en évolution de +0,23 % par rapport à 2016  | 241,54          | 72,9              |
| Orée d'Anjou          | 16 975           | en évolution de +3,99 % par rapport à 2016  | 156,34          | 108,6             |
| Loire-Authion         | 16 588           | en évolution de +4,85 % par rapport à 2016  | 113,66          | 145,9             |
| Montrevault-sur-Èvre  | 15 684           | en évolution de −1,8 % par rapport à 2016   | 198,85          | 78,9              |
| Trélazé               | 15 620           | en évolution de +8,46 % par rapport à 2016  | 12,2            | 1 280,3           |
| Avrillé               | 15 225           | en évolution de +11,14 % par rapport à 2016 | 15,84           | 961,2             |
| Les Ponts-de-Cé       | 12 863           | en évolution de +1,22 % par rapport à 2016  | 19,55           | 658               |
| Baugé-en-Anjou        | 11 747           | en évolution de −1,02 % par rapport à 2016  | 268,16          | 43,8              |
| Doué-en-Anjou         | 11 227           | en évolution de +2,24 % par rapport à 2016  | 148,55          | 75,6              |
| Brissac Loire Aubance | 11 000           | en évolution de +1,82 % par rapport à 2016  | 120,89          | 91                |
| Source : Insee.       |                  |                                             |                 |                   |

## Aires d'attraction des villes
|    | CodeInsee | Aire d'attraction    | Nombre decommunes(2018) | Population(2022) |
| -- | --------- | -------------------- | ----------------------- | ---------------- |
| 1  | 026       | Angers               | 81                      | 443 887          |
| 2  | 067       | Cholet               | 26                      | 164 175          |
| 3  | 133       | Saumur               | 31                      | 70 094           |
| 4  | 155       | Ancenis-Saint-Géréon | 12                      | 59 818           |
| 5  | 191       | Sablé-sur-Sarthe     | 39                      | 45 924           |
| 6  | 212       | Chemillé-en-Anjou    | 2                       | 37 234           |
| 7  | 228       | Châteaubriant        | 20                      | 34 073           |
| 8  | 258       | Segré-en-Anjou Bleu  | 6                       | 28 640           |
| 9  | 332       | Mauges-sur-Loire     | 1                       | 18 514           |
| 10 | 362       | Doué-en-Anjou        | 7                       | 15 565           |
| 11 | 433       | Baugé-en-Anjou       | 1                       | 11 747           |
| 12 | 561       | Longué-Jumelles      | 2                       | 6 702            |
| 13 | 647       | Durtal               | 2                       | 4 419            |

## Structures des variations de population

### Soldes naturels et migratoires depuis 1968
La variation moyenne annuelle est positive mais en décroissance depuis les années 1970, passant de 1,1 à 0,3 %.
Le solde naturel annuel qui est la différence entre le nombre de naissances et le nombre de décès enregistrés au cours d'une même année, a baissé, passant de 1 à 0,2 %. La baisse du taux de natalité, qui passe de 19,8 à 10,9 ‰, est en fait compensée par une baisse plus faible du taux de mortalité, qui parallèlement passe de 9,9 à 8,8 ‰.
Le flux migratoire est constant sur la période courant de 1968 à 2021 autour de 0,1 %.
| Indicateurs démographiques                       | 1968 à1975 | 1975 à1982 | 1982 à1990 | 1990 à1999 | 1999 à2010 | 2010 à2015 | 2015 à2021 |
| ------------------------------------------------ | ---------- | ---------- | ---------- | ---------- | ---------- | ---------- | ---------- |
| Variation annuelle moyenne de la population en % | 1,1        | 1,0        | 0,6        | 0,4        | 0,6        | 0,6        | 0,3        |
| - due au solde naturel en %                      | 1,0        | 0,8        | 0,6        | 0,5        | 0,5        | 0,5        | 0,2        |
| - due au solde apparent des entrées sorties en % | 0,1        | 0,2        | -0,1       | -0,0       | 0,1        | 0,2        | 0,1        |
| Taux de natalité en ‰                            | 19,8       | 17,3       | 15,1       | 12,8       | 13,4       | 12,7       | 10,9       |
| Taux de mortalité en ‰                           | 9,9        | 9,3        | 8,6        | 8,2        | 8,3        | 8,1        | 8,8        |
| Source : Insee.                                  |            |            |            |            |            |            |            |

### Mouvements naturels sur la période 2014-2022
En 2014, 9 780 naissances ont été dénombrées contre 6 342 décès. Le nombre annuel des naissances a diminué depuis cette date, passant à 8 480 en 2022, indépendamment à une augmentation, mais relativement faible, du nombre de décès, avec 7 999 en 2022. Le solde naturel est ainsi positif et diminue, passant de 3 438 à 481.
Pour des raisons techniques, il est temporairement impossible d'afficher le graphique qui aurait dû être présenté ici.

## Densité de population
La densité de population est en légère augmentation depuis 1968.
En 2021, la densité était de 116,0 hab./km2.
| 1968 |  | 82.3 |  |

| 1975 |  | 88.6 |  |

| 1982 |  | 95.0 |  |

| 1990 |  | 99.3 |  |

| 1999 |  | 103.1 |  |

| 2010 |  | 110.4 |  |

| 2015 |  | 113.8 |  |

| 2021 |  | 116.0 |  |

## Répartition par sexes et tranches d'âges
La population du département est plus jeune qu'au niveau national.
En 2021, le taux de personnes d'un âge inférieur à 30 ans s'élève à 36,7 %, soit au-dessus de la moyenne nationale (35,1 %). À l'inverse, le taux de personnes d'âge supérieur à 60 ans est de 26,5 % la même année, alors qu'il est de 26,6 % au niveau national.
En 2021, le département comptait 400 866 hommes pour 423 877 femmes, soit un taux de 51,40 % de femmes, légèrement inférieur au taux national (51,61 %).
Les pyramides des âges du département et de la France s'établissent comme suit.
| Hommes | Classe d’âge | Femmes |
| ------ | ------------ | ------ |
| 0,9    | 90 ou +      | 2,1    |
| 7      | 75-89 ans    | 9,5    |
| 16,2   | 60-74 ans    | 16,9   |
| 19,4   | 45-59 ans    | 18,7   |
| 18,2   | 30-44 ans    | 17,5   |
| 18,8   | 15-29 ans    | 17,6   |
| 19,5   | 0-14 ans     | 17,6   |

| Hommes | Classe d’âge | Femmes |
| ------ | ------------ | ------ |
| 0,7    | 90 ou +      | 1,9    |
| 7,0    | 75-89 ans    | 9,5    |
| 16,6   | 60-74 ans    | 17,5   |
| 20,0   | 45-59 ans    | 19,5   |
| 18,8   | 30-44 ans    | 18,3   |
| 18,3   | 15-29 ans    | 16,7   |
| 18,6   | 0-14 ans     | 16,7   |

## Répartition par catégories socioprofessionnelles
La catégorie socioprofessionnelle des ouvriers est surreprésentée par rapport au niveau national. Avec 15,8 % en 2021, elle est 4,1 points au-dessus du taux national (11,7 %). La catégorie socioprofessionnelle des autres personnes sans activité professionnelle est quant à elle sous-représentée par rapport au niveau national. Avec 14 % en 2021, elle est 3 points en dessous du taux national (17 %).
| Catégorie socioprofessionnelle                    | 2015    | 2015 | 2021    | 2021 | Détails de l'année 2021 | Détails de l'année 2021 | Détails de l'année 2021            | Détails de l'année 2021            | Détails de l'année 2021            |
| Catégorie socioprofessionnelle                    | Nb      | %    | Nb      | %    | Hommes                  | Femmes                  | Part en % de la population âgée de | Part en % de la population âgée de | Part en % de la population âgée de |
| Catégorie socioprofessionnelle                    | Nb      | %    | Nb      | %    | Hommes                  | Femmes                  | 15 à 24 ans                        | 25 à 54 ans                        | 55 ans ou +                        |
| ------------------------------------------------- | ------- | ---- | ------- | ---- | ----------------------- | ----------------------- | ---------------------------------- | ---------------------------------- | ---------------------------------- |
| Agriculteurs exploitants                          | 9 218   | 1,4  | 8 368   | 1,2  | 6 438                   | 1 930                   | 0,2                                | 1,8                                | 0,9                                |
| Artisans, commerçants, chefs d'entreprise         | 20 931  | 3,2  | 23 881  | 3,4  | 16 814                  | 7 067                   | 0,7                                | 5,8                                | 1,9                                |
| Cadres et professions intellectuelles supérieures | 44 720  | 6,9  | 53 318  | 7,6  | 30 758                  | 22 560                  | 2,0                                | 13,2                               | 3,6                                |
| Professions intermédiaires                        | 90 982  | 14,0 | 100 393 | 14,3 | 46 147                  | 54 246                  | 8,9                                | 24,9                               | 4,9                                |
| Employés                                          | 103 199 | 15,9 | 105 857 | 15,1 | 23 336                  | 82 520                  | 14,9                               | 23,3                               | 6,1                                |
| Ouvriers                                          | 107 388 | 16,5 | 110 668 | 15,8 | 82 393                  | 28 276                  | 16,8                               | 24,6                               | 5,7                                |
| Retraités                                         | 182 595 | 28,1 | 200 869 | 28,6 | 90 661                  | 110 208                 | 0,0                                | 0,1                                | 71,3                               |
| Autres personnes sans activité professionnelle    | 90 941  | 14,0 | 98 124  | 14,0 | 40 211                  | 57 913                  | 56,6                               | 6,2                                | 5,6                                |
| Ensemble                                          | 649 974 | 100  | 701 479 | 100  | 336 759                 | 364 720                 | 100                                | 100                                | 100                                |
| Sources : Insee,.                                 |         |      |         |      |                         |                         |                                    |                                    |                                    |